# Eggther
|  | Aquest article tracta sobre el satèl·lit de Saturn. Si cerqueu el gegant de la mitologia nòrdica, vegeu «Eggthér». |

Eggther (Saturn LIX), conegut provisionalment com a S/2004 S 27, és un satèl·lit natural de Saturn. El seu descobriment va ser anunciat per Scott S. Sheppard, David C. Jewitt i Jan Kleyna el 7 d'octubre de 2019 a partir d'observacions realitzades entre el 12 de desembre de 2004 i el 21 de març de 2007. Va rebre la seva designació permanent l'agost de 2021. El 24 d'agost de 2022, va rebre el nom oficial d'Eggþér, un jötunn de la mitologia nòrdica. Ell és el pastor de la dona jötunn (probablement Angrboða) que viu a Járnviðr (arbre de ferro) i cria llops monstruosos. Al poema Völuspá, Eggþér es descriu assegut en un monticle i colpejant alegrement la seva arpa mentre el gall vermell Fjalarr comença a cantar per anunciar l'aparició de Ragnarök.
Eggther té uns 6 quilòmetres de diàmetre i orbita Saturn a una distància mitjana de 19,976 Gm en 1054,45 dies, amb una inclinació de 168° respecte a l'eclíptica, en direcció retrògrada i amb una excentricitat de 0,122.